# Спринг Беј (Илиноис)
Спринг Беј (енгл. Spring Bay) град је у америчкој савезној држави Илиноис.

## Демографија
По попису из 2010. године број становника је 452, што је 16 (3,7%) становника више него 2000. године.
| Група             | 2000.       | 2010.       |
| Белци             | 428 (98,2%) | 434 (96,0%) |
| Афроамериканци    | 2 (0,5%)    | 1 (0,2%)    |
| Азијати           | 0 (0,0%)    | 1 (0,2%)    |
| Хиспаноамериканци | 3 (0,7%)    | 7 (1,5%)    |
| Укупно            | 436         | 452         |